# زوبین پوتوک
زوبین پوتوک (به صربی: Зубин Поток) شهری در منطقه کوسوفسکا متروویسا کشور Kosovo است که در سرشماری سال ۲۰۱۱ میلادی، ۱۴٬۹۰۰ نفر جمعیت داشته‌است.